# Mexacanthina
Mexacanthina là một chi ốc biển, là động vật thân mềm chân bụng sống ở biển thuộc họ Muricidae, họ ốc gai.

## Các loài
Các loài thuộc chi Mexacanthina bao gồm:
- Mexacanthina angelica (Oldroyd, 1918)[2]
- Mexacanthina lugubris (Sowerby, 1821)[3]